# Dusona iwatae
Dusona iwatae là một loài tò vò trong họ Ichneumonidae.